# فيكتور كروز ويفر
فيكتور كروز ويفر شغل منصب القائد العام للجيش الفنزويلي من يوليو 2001 حتى ديسمبر 2001، وتم فصله بتهم الفساد.

## خطة بوليفار
كان كروز ويفر قائد الجيش المسؤول عن خطة بوليفار 2000 وهي أولى المهمات البوليفارية لإدارة الرئيس هوغو شافيز. بسبب سلسلة من مزاعم الفساد حول خطة بوليفار أقال شافيز كروز ويفر في عام 2001. تم إلغاء المهمة في عام 2002. لم يكن كروز ويفر متهمًا بارتكاب أي جرائم في ذلك الوقت.

## رسوم الفساد
في عام 2002 بدأ التحقيق. قبل شهر واحد من استحواذ ويفر على أسهم في شركة يونيفيرس للاستثمار السيشيلية في عام 2007، اتهمه المدعون العامون بالإثراء غير المشروع والفشل في الكشف عن المصالح المالية وإرسال مئات الآلاف من الدولارات إلى حسابات بنكية خارجية. استخدمت يونيفيرس للاستثمار الأسهم لحاملها، والتي يمكن استخدامها لإخفاء ملكية الاستثمارات الخارجية. لوحظ أن سرية القائد العام السابق للقوات المسلحة في فنزويلا كانت غير نشطة في يناير 2011. وفي عام 2011 تمت تبرئة ويفر. في أبريل 2016 ورد اسمه في وثائق بنما، الوثائق المسربة المتعلقة بالخدمات المصرفية الخارجية. في 21 مارس 2018 تم القبض على كروز ويفر في مطار سيمون بوليفار الدولي بسبب تورطه في تسريبات أوراق بنما.